# Église catholique en Turquie
L'Église catholique en Turquie (en turc : Türkiye'de Katolik Kilisesi), désigne l'organisme institutionnel et sa communauté locale ayant pour religion le catholicisme en Turquie.
L'Église en Turquie est sous la juridiction de huit circonscriptions ecclésiastiques qui ne sont pas soumises à une juridiction nationale au sein d'une église nationale mais sont soumises à la juridiction universelle du pape, évêque de Rome, au sein de l'« Église universelle ».
En étroite communion avec le Saint-Siège, les évêques des diocèses en Turquie sont membres d'une instance de concertation, la Conférence épiscopale de Turquie.
L'Église catholique est autorisée en Turquie,.
L'Église catholique est une communauté religieuse minoritaire de ce pays.

## Législation en matière religieuse
- États islamiques déclarés.
- Religion d'État islamique affirmée.
- États se déclarant laïcs.
- États non-déclarés.

- Peine de mort
- Prison, perte de la garde des enfants
- Conversion illégale et criminelle

Depuis 1923, la Turquie a aboli le califat, n'a plus de religions d'État ni officielles, ce qui est confirmé par le préambule de la Constitution turque de 1982 : « en vertu du principe de laïcité, les sentiments de religion ne peuvent en aucun cas être mêlés aux affaires de l'État ».
Cependant, l'article 24 stipule que « L'éducation et l'enseignement religieux sont dispensés sous la surveillance et le contrôle de l'État. » et l'article 136 stipule que « La Direction des affaires religieuses (en turc : Diyanet İşleri Başkanlığı), qui fait partie de l'administration générale, remplit, conformément au principe de laïcité, en se tenant à l'écart de toutes opinions et idées politiques, et en se fixant pour but de réaliser la solidarité et l'union nationales, les fonctions qui lui sont confiées en vertu de la loi particulière qui la régit ».
Cet organisme étatique, le Diyanet, utilise l'impôt de citoyens musulmans sunnites, non-sunnites et non-musulmans pour financer exclusivement le culte sunnite. Les non-sunnites et non-musulmans doivent assurer un fonctionnement financièrement autonome. Le budget du Diyanet est de 1,75 milliard d'euros en 2016, soit le double de celui du ministère de la Santé et le triple de celui du ministère des Affaires étrangères.
La Turquie n’est donc pas un État strictement laïc dans le sens où il n’y a pas de séparation entre la religion et l’État, mais plutôt une mise sous tutelle de la religion par l’État ; chacun reste cependant libre de ses croyances. La religion est indiquée sur les documents d’identité mais, la loi permet aux personnes de s’abstenir d’indiquer leur religion.
L'article 15 de la constitution stipule que « on ne peut porter atteinte à la liberté de religion » et l'article 24 que « Les cérémonies religieuses sont libres à condition de ne pas être contraires aux dispositions de l'article 14 [atteinte à l'intégrité de l'État] », autorisant ainsi l'Église catholique.

## Catholicisme
L'Église catholique utilise cinq rites liturgiques en Turquie :
- Le rite romain, utilisé par trois circonscriptions ecclésiastiques de l'Église latine, à savoir, l'archidiocèse métropolitain d'Izmir et deux vicariats apostoliques (Anatolie et Istanbul / Constantinople).
- Le rite oriental, utilisé par trois Églises catholiques orientales :
  - Le rite chaldéen, utilisé dans l'archéparchie de Diyarbakir de l'Église catholique chaldéenne ;
  - Le rite arménien, utilisé dans l'archéparchie d'Istanbul / Constantinople et le patriarcat de Cilicie de l'Église catholique arménienne ;
  - Le rite byzantin, utilisé dans l'exarchat apostolique d'Istanbul / Constantinople (en) de l'Église grecque-catholique hellène (l'exarchat s'est de fait éteint avec son dernier archimandrite en 1996) ;
  - Le rite syriaque occidental, utilisé dans l'exarchat patriarcal de Turquie (en) de l'Église catholique syriaque.

## Institutions

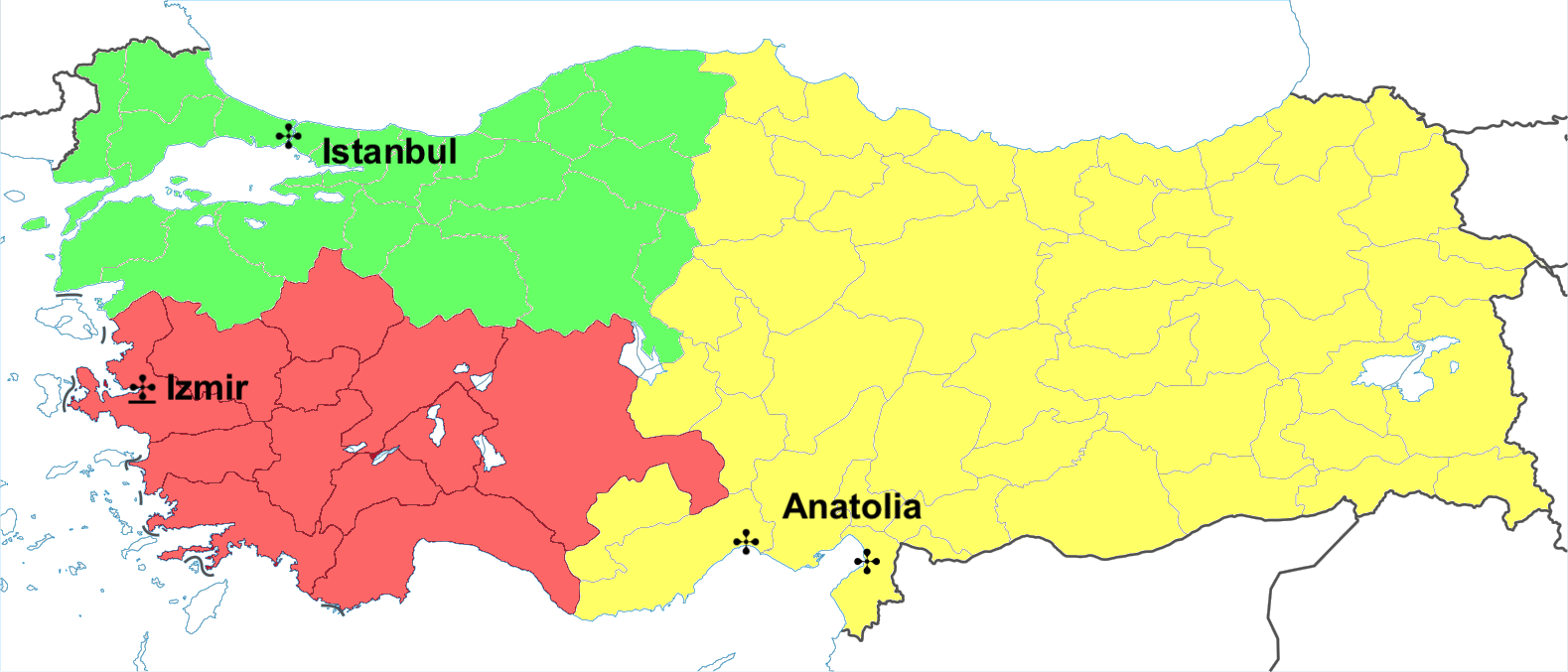
Les diocèses catholiques

L'Église catholique en Turquie dispose de huit juridictions territoriales distinctes : 
- Trois juridictions de l'Église latine :
  - L'archidiocèse métropolitain d'Izmir, siège à la cathédrale Saint-Jean d’Izmir ;
  - Le vicariat apostolique d'Anatolie, siège à la cathédrale de l’Annonciation d’Iskenderun ;
  - Le vicariat apostolique d'Istanbul / Constantinople, siège à la cathédrale du Saint-Esprit d’Istanbul ;
- Cinq juridictions d'Églises catholiques orientales :
  - L'archéparchie de Diyarbakir de l'Église catholique chaldéenne, siège à Beyoğlu, Istanbul ;
  - Deux juridiction de l'Église catholique arménienne :
    - Le patriarcat de Cilicie, siège à la cathédrale catholique arménienne Saint-Élie-et-Saint-Grégoire-l’Illuminateur de Beyrouth ;
    - L'archéparchie d’Istanbul / Constantinople (en), siège à la cathédrale Sainte-Mère-Arménienne à Istanbul ;

  - L'exarchat apostolique d'Istanbul / Constantinople de l'Église grecque-catholique hellène (l'exarchat s'est de fait éteint avec son dernier archimandrite en 1996), siège à l'église catholique Holy Trinity Rum (Ayatriada Rum Katoliki Kilise) à Istanbul ;
  - L'exarchat patriarcal de Turquie (en) de l'Église catholique syriaque, siège à Istanbul.

## Nonce apostolique en Turquie, Azerbaïdjan et Turkménistan
- Francesco Lardone (en) † (30 juin 1959 - 1966 retraité) ;
- Saverio Zupi (en) † (30 août 1966 - 1969 retraité) ;
- Salvatore Asta (en) † (7 juin 1969 - 21 juillet 1984, nonce apostolique au Portugal (en)) ;
- Sergio Sebastiani (8 janvier 1985 - 16 novembre 1994 démission) ;
- Pier Luigi Celata (6 février 1995 - 3 mars 1999, nonce apostolique en Belgique (en) et au Luxembourg (en)) ;
- Luigi Conti † (15 mai 1999 - 8 août 2001, nonce apostolique nommé à Malte et en Libye) ;
- Edmond Farhat † (11 décembre 2001 - 26 juillet 2005, nonce apostolique nommé en Autriche (en)) ;
- Antonio Lucibello (27 août 2005 - 2015 démission) ;
- Paul Fitzpatrick Russell, à partir du 19 mars 2016.

## Ecclésia
Dans une population de 80,8 millions où 99,8% des habitants appartiennent à l'Islam, l'Église catholique est une communauté religieuse minoritaire avec 33 550 catholiques (0,05%) :   
|            | Culte                                                      | Population estimée           | Mesures d’expropriation | Reconnaissance officielle dans la Constitution ou à travers les Traités internationaux | Financement des lieux de culte et du personnel religieux par l'État |
| ---------- | ---------------------------------------------------------- | ---------------------------- | ----------------------- | -------------------------------------------------------------------------------------- | ------------------------------------------------------------------- |
| Islam      | Sunnite                                                    | 70 à 85 % (60 à 64 millions) | Non                     | Oui à travers le Diyanet cité dans la Constitution (article 136)                       | Oui à travers le Diyanet                                            |
| Islam      | Duodécimain Bektachi, Alevi, Câferî, Alaouites ou Nusayris | 19 à 29 % (14 à 23 millions) | Oui ,                   | Non                                                                                    | Non                                                                 |
| Judaïsme   | Judaïsme                                                   | 20 000                       | Oui ,                   | Oui à travers le Traité de Lausanne (1923)                                             | Non                                                                 |
| Protestant | Protestant                                                 | 7 000                        | Oui ,                   | Non                                                                                    | Non                                                                 |
| Catholique | chaldéen                                                   | 8 000                        | Oui ,                   | Non                                                                                    | Non                                                                 |
| Catholique | arménien                                                   | 3 500                        | Oui ,                   | Oui Traité de Lausanne (1923)                                                          | Non                                                                 |
| Catholique | latin                                                      | 20 000                       | Oui ,                   | Non                                                                                    | Non                                                                 |
| Catholique | grecque                                                    | 50                           | Oui ,                   | Oui Traité de Lausanne (1923)                                                          | Non                                                                 |
| Catholique | Syriaques                                                  | 2 000                        | Oui ,                   | Non                                                                                    | Non                                                                 |
| Orthodoxe  | Syriaques                                                  | 15 000                       | Oui ,                   | Non                                                                                    | Non                                                                 |
| Orthodoxe  | Grec (Patriarcat œcuménique de Constantinople)             | 5 000                        | Oui ,                   | Oui Traité de Lausanne (1923)                                                          | Non                                                                 |
| Orthodoxe  | Arménien (Patriarcat arménien de Constantinople)           | 65 000                       | Oui ,                   | Oui Traité de Lausanne (1923)                                                          | Non                                                                 |
| Orthodoxe  | Église orthodoxe turque                                    | 10 000                       | Oui ,                   | Oui Traité de Lausanne (1923)                                                          | Non                                                                 |